# Patrimoni dell'umanità dell'Estonia
I patrimoni dell'umanità dell'Estonia sono i siti dichiarati dall'UNESCO come patrimonio dell'umanità in Estonia, la quale è divenuta parte contraente della Convenzione sul patrimonio dell'umanità il 27 ottobre 1995, come uno degli stati successori dell'Unione delle Repubbliche Socialiste Sovietiche.
Al 2020 i siti iscritti nella Lista dei patrimoni dell'umanità sono due, mentre tre sono le candidature per nuove iscrizioni. Il primo sito iscritto nella lista è stato nel 1997 il Centro storico di Tallinn, durante la ventunesima sessione del comitato del patrimonio mondiale. Il secondo patrimonio è stato incluso nella lista nel 2005 dalla ventinovesima sessione del comitato; si tratta dell'Arco geodetico di Struve, comprendente diversi siti, in comune con altri nove paesi. Entrambi i siti sono considerati culturali, secondo i criteri di selezione; uno è parte di un sito transnazionale.

## Siti del Patrimonio mondiale
| Foto | Sito                                      | Luogo | Tipo                         | Anno | Descrizione |
| ---- | ----------------------------------------- | --- | ---------------------------- | ---- | --- |
|      | Centro storico (Città vecchia) di Tallinn | Tallinn | Culturale (822; ii, iv)      | 1997 | Le origini di Tallinn risalgono al XIII secolo, quando vi fu costruito un castello dai cavalieri crociati dell'Ordine Teutonico. Si sviluppò come un importante centro della Lega Anseatica e la sua ricchezza è dimostrata dall'opulenza degli edifici pubblici (le chiese in particolare) e dall'architettura domestica delle case dei mercanti, che sono sopravvissute in misura notevole nonostante le devastazioni incendi e guerre nei secoli successivi. |
|      | Arco geodetico di Struve                  | Tartu, Väike-Maarja (condiviso con Bielorussia, Finlandia, Lettonia, Lituania, Moldavia, Norvegia, Russia, Svezia, Ucraina) | Culturale (1187; ii, iv, vi) | 2005 | L'arco geodetico di Struve è una catena di triangolazioni geodetiche che vanno da Hammerfest in Norvegia al Mar Nero, attraversando 10 nazioni e per una lunghezza complessiva di circa 2.820 chilometri. Questa catena venne ideata e utilizzata dallo scienziato baltico-tedesco Friedrich Georg Wilhelm von Struve negli anni compresi fra il 1816 e il 1855 per determinare le esatte forme e dimensioni della Terra. All'epoca l'arco attraversava solamente due nazioni: la Svezia-Norvegia e l'Impero russo. L'arco originale consisteva in 258 triangoli principali con 265 punti della stazione principale. Il sito elencato comprende 34 dei punti della stazione originale, mediante segnali di diversi tipi: buchi scavati nelle rocce, croci di ferro, "ometti" di pietre, obelischi. In Estonia sono presenti tre punti di segnalazione: Woibifer (Võivere) e Katko (Simuna) ad Avanduse e Dorpat (Osservatorio di Tartu) a Tartu. |

## Siti candidati
| Foto | Sito                                                                                      | Luogo                                                   | Tipo                              | Anno       | Descrizione |
| ---- | ----------------------------------------------------------------------------------------- | ------------------------------------------------------- | --------------------------------- | ---------- | --- |
|      | Fortezza di Kuressaare                                                                    | Kuressaare                                              | Culturale (1716; iv)              | 18/04/2002 | La fortezza di Kuressaare è un sito culturale e naturale polifunzionale, un'introduzione museologica alla storia e alla natura della contea di Saare. La parte più preziosa del complesso è il suo nucleo, un castello vescovile eretto principalmente nel XIV secolo in stile tardo gotico. È una struttura a tre piani costruita su una pianta quadrangolare secondo i modelli di architettura europea del tempo, con una potente torre di difesa di 7 piani all'angolo nord e una più snella torre di guardia a 6 piani all'angolo est. Il materiale da costruzione, un tipo locale di pietra calcarea nota come dolomia di Saaremaa, è facile da lavorare e ha conferito all'edificio il suo caratteristico aspetto. Attorno al castello medievale si trova la fortezza di Kuressaare, un sistema di bastioni, cortine, rivellini e fossati del XV-XVII secolo. Quattro case in pietra, sopravvissute nel loro aspetto originale, furono erette nel territorio della fortezza per le esigenze della sua guarnigione russa alla fine del XVIII secolo. |
|      | Klint baltico                                                                             | Harjumaa, Ida-Virumaa, Läänemaa, Lääne-Virumaa          | Naturale (1852; vii, viii, ix, x) | 06/01/2004 | La scarpata calcarea della costa settentrionale estone fa parte di una morfologia più estesa: il Klint baltico, lungo circa 1100-1200 km, di cui 250 km si trovano nell'Estonia continentale. La scogliera calcarea inizia dalla costa occidentale dell'isola di Öland in Svezia; dalla sua costa settentrionale si estende sotto il mare fino all'isola di Osmussaar e prosegue sulle isole di Pakri. Il tratto continentale del klint inizia nella penisola di Pakri per attraversare l'Estonia fino alla Russia, dove scompare sotto le più giovani rocce devoniane sulla sponda meridionale del lago Ladoga. Il Klint ha il suo picco (55,6 m s.l.m.) a Ontika, presso Kohtla nell'Estonia orientale. Il Klint estone consente di studiare le rocce formatesi più di 500 milioni di anni fa: partendo dall'isola di Osmussaar e terminando nella contea di Ida-Viru, l'evoluzione del mare e del biota Cambriano e Ordoviciano può essere tracciata per circa 100 milioni di anni.                                                                    |
|      | Prati boscosi (Laelatu, Kalli-Nedrema, Mäepea, Allika, Tagamõisa, Loode, Koiva, Halliste) | Halliste, Hiiumaa, Kuusalu, Lääneranna, Saaremaa, Valga | Misto (1854)                      | 06/01/2004 | I prati boscosi sono comunità seminaturali tradizionali che poche centinaia di anni fa erano diffuse nei paesi intorno al Mar Baltico ma anche in altre parti d'Europa. Si tratta di aree boschive naturali rade con strati erbacei regolarmente falciati dove l'aspetto caratteristico e la composizione delle specie si conservano solo in conseguenza delle attività agricole tradizionali: sfalcio e/o pascolo. In termini di aspetto e condizioni ecologiche, i prati boscosi sono simili ai parchi, ma sono notevolmente più antichi e inizialmente sono nati da comunità naturali. Per illustrare questo tipo di ambiente, la candidatura seriale comprende gli 8 prati boscosi più rappresentativi dell'Estonia. |